# Jan von Bentheim
Jan von Bentheim (ur. w 1283 r.; zm. w 1333 r.) - hrabia Bentheim w latach 1311–1333, syn hrabiego Ekberta I i jego żony Heilwigi oldenburskiej.
W 1290 r. ufundował zamek-twierdzę Neuenhaus, na szlaku handlowym z Munster do Amsterdamu. W 1305 r. zawarł sojusz z władcą Lippe Simonem I i poślubił jego córkę Matyldę. W 1312 r. przyłączył do hrabstwa zamek Uelsen i ziemie w jego pobliżu. 
Z małżeństwa z Matyldą Lippe miał pięcioro dzieci:
- Simona - hrabiego Bentheim
- Ottona - hrabiego Bentheim
- Bernarda - hrabiego Bentheim
- Heilwig - żonę Everwijna IV van Götterswick
- Chrystiana - kanonika w Kolonii